# Cozmești (okręg Vaslui)
Cozmești – wieś w Rumunii, w okręgu Vaslui, w gminie Cozmești. W 2011 roku liczyła 270 mieszkańców.